# Antonique Smith
Antonique Smith née le 11 août 1983 à East Orange, New Jersey, est une actrice, et chanteuse américaine.
Elle est plutôt connue pour avoir interprété Faith Evans l'épouse de The Notorious B.I.G., dans le film Notorious BIG en 2009, et interprété la détective Nandi Tyler dans la série Netflix de l'Univers cinématographique Marvel, Luke Cage.

## Filmographie

### Cinéma
Sauf indication contraire, les informations mentionnées dans cette section peuvent être confirmées par la base de données cinématographiques IMDb,  présente dans la section « Liens externes ».
- 2007 : Across the Universe de Julie Taymor : Hooker
- 2009 : Notorious BIG de George Tillman Jr. : Faith Evans
- 2011 : Yelling to the Sky de Victoria Mahoney : Ola Katherine O'Hara
- 2011 : Identité secrète (Abduction) de John Singleton : Sandra Burns
- 2015 : Stock Option : Alina
- 2017 : Deuces de Jamal Hill : Tanya